# Echinopogon
Echinopogon es un género de plantas herbáceas perteneciente a la familia de las poáceas. Es originario de Australia, Nueva Zelanda y Nueva Guinea. Comprende 13 especies descritas y de estas, solo 7 aceptadas.

## Taxonomía
El género fue descrito por Ambroise Marie François Joseph Palisot de Beauvois y publicado en Essai d'une Nouvelle Agrostographie 42, 148, 161. 1812.
Etimología
Echinopogon nombre genérico que deriva del griego equinos (erizo) y pogon (barba), refiriéndose a la inflorescencia.
Citología
Número de la base del cromosoma, x = 7. 2n = 42.

## Especies aceptadas
A continuación se brinda un listado de las especies del género Echinopogon aceptadas hasta julio de 2011, ordenadas alfabéticamente. Para cada una se indica el nombre binomial seguido del autor, abreviado según las convenciones y usos.
- Echinopogon caespitosus C.E. Hubb.
- Echinopogon cheelii C.E. Hubb.
- Echinopogon intermedius C.E. Hubb.
- Echinopogon mckiei C.E. Hubb.
- Echinopogon nutans C.E. Hubb.
- Echinopogon ovatus (G. Forst.) P. Beauv.
- Echinopogon phleoides C.E. Hubb.